# Buch am Buchrain
Buch am Buchrain (ufficialmente Buch a.Buchrain) è un comune tedesco di 1 396 abitanti, situato nel land della Baviera.